# Roca Aguilera (el Vendrell)
La Roca Aguilera és una muntanya de 222 metres que es troba al municipi del Vendrell, a la comarca del Baix Penedès.